# 殿院
殿院是指唐朝御史台辦公的場所。
唐宋兩朝，御史臺所屬機構有殿院、臺院和察院鼎三而立，分別由殿中侍御史﹑侍御史和監察御史任職。殿院內的幕僚稱殿中侍御史，主要负责肃整朝会礼仪。